# Orthotrichia cazaubonae
Orthotrichia cazaubonae är en nattsländeart som beskrevs av Guenda 1996. Orthotrichia cazaubonae ingår i släktet Orthotrichia och familjen smånattsländor. Inga underarter finns listade i Catalogue of Life.